# Bataille de Driefontein
Seconde guerre des Boers
Batailles
Raid Jameson (décembre 1895 - janvier 1896)
- Doornkop

Front ouest (octobre 1899 - juin 1900)
- Kraaipan
- Belmont
- Graspan
- Modder River
- Stormberg
- Magersfontein
- Kimberley
- Paardeberg
- Poplar Grove
- Driefontein
- Sand River
- Mafeking
- Doornkop
- Biddulphsberg
- Lindley
- Diamond Hill

Front est (octobre 1899 - août 1900)
- Talana Hill
- Elandslaagte
- Rietfontein
- Bataille de Ladysmith
- Colenso
- Spion Kop
- Vaal Krantz
- Siège de Ladysmith
- Libération de Ladysmith
- Bergendal

Raids et guérillas (mars 1900 - mai 1902)
- Sanna's Post
- Mostertshoek
- Jammerbergdrift
- Roodewal
- Bothaville
- Leliefontein
- Nooitgedacht
- Vlakfontein
- Groenkloof
- Elands River
- Bloedrivier Poort
- Bakenlaagte
- Groenkop
- Tweebosch
- Rooiwal

La bataille de Driefontein fut une bataille de la deuxième Guerre des Boers tenue le 10 mars 1900. La victoire britannique ouvrit la voie à la capture de la capitale de l'État libre d'Orange Bloemfontein le 13 mars.

## Rétroactes
La reddition des 4 000 hommes de Piet Cronjé lors de la bataille de Paerdeberg le 27 février fut un revers majeur pour les Boers, ayant perdu en une seule bataille 10 % de leurs effectifs. La voie était maintenant ouverte pour les forces du maréchal Roberts pour pénétrer au cœur des républiques boers et s'emparer de leurs capitales et villes importantes, Bloemfontein, Pretoria et Johannesburg.
6 000 Boers avaient abandonné leurs lignes trois jours plus tôt à la bataille de Poplar Grove. 1 500 restèrent cependant à Driefontein pour une ultime défense.

## La bataille
Lord Roberts organisa ses troupes en trois colonnes, qui attaquèrent l'ensemble des troupes boers. Celles-ci tinrent toute la journée malgré l'écrasante supériorité britannique. Le flanc nord céda en premier, et les Boers évacuèrent lorsque le flanc sud était également menacé. Les britanniques ne tentèrent pas de les arrêter cette fois.

## Après la bataille
Bloemfontein fut capturée 3 jours plus tard, sans tirer un coup de feu, avec des combattants boers désormais retirés dans les campagnes. Le fuite des Boers redonna confiance à Roberts quant à une issue rapide de la guerre. Les Boers selon lui démoralisés, avec la seconde capitale Pretoria capturée sous peu, ce qu'il pensait dès lors consacrer la fin de l'indépendance boer et de la guerre. La guerre ne prit cependant fin que deux ans plus tard.

## Sources
- (en) http://www.historyofwar.org/articles/battles_driefontein.html
- (en) Rayne Kruger, Goodbye Dolly Gray : the story of the Boer War, Londres, Pimlico, coll. « Pimlico » (no 189), 1996, 539 p. (ISBN 978-0-7126-6285-7)
- (en) Pakenham, The Boer War, Londres, Cardinal, 1991 (1re éd. 1979), 659 p. (ISBN 978-0-7474-0976-2)